# Public Enemy
Public Enemy – jeden z pierwszych i najbardziej znaczących dla gatunku składów hip-hopowych, pochodzący ze Stanów Zjednoczonych, powstały na początku lat 80. Pomysłodawcą projektu był Chuck D, który wymyślił i przedstawił koncepcję zespołu, po propozycji współpracy ze strony Ricka Rubina (szefa wytwórni Def Jam). Zespół od zawsze wyrażał swoje zdanie na kontrowersyjne tematy. Rick Rubin był bardzo zaangażowany w uświadamianie czarnej ludności z USA, przy jednoczesnym i nieustannym krytykowaniu polityki rządu swego kraju wobec kolorowej mniejszości. Chuck wpadł na pomysł połączenia swych sił z innymi ludźmi o podobnych poglądach.

## Dyskografia
- Yo! Bum Rush the Show (1987)
- It Takes a Nation of Millions to Hold Us Back (1988)
- Fear of a Black Planet (1990)
- Apocalypse 91… The Enemy Strikes Black (1991)
- Muse Sick-n-Hour Mess Age (1994)
- He Got Game (1998)
- There’s a Poison Goin’ On (1999)
- Revolverlution (2002)
- New Whirl Odor (2005)
- Rebirth of a Nation (z Parisem) (2006)
- How You Sell Soul to a Soulless People Who Sold Their Soul? (2007)
- Most of My Heroes Still Don't Appear on No Stamp (2012)[2]
- The Evil Empire of Everything (2012)[2]
- Man Plans God Laughs (2015)
- Nothing Is Quick In The Desert (2017)
- Loud Is Not Enough (2020)
- What You Gonna Do When the Grid Goes Down? (2020)
- Black Sky Over the Projects: Apartment 2025 (2025)